# Pcelin, Sofia
Pcelin (în bulgară Пчелин) este un sat în comuna Kosteneț, regiunea Sofia,  Bulgaria. 

## Demografie
Componența etnică a satului Pcelin
     Bulgari (81,41%)
     Nicio identificare (18,58%)
     Altele (0%)
La recensământul din 2011, populația satului Pcelin era de 269 locuitori. Din punct de vedere etnic, majoritatea locuitorilor (81,41%) erau bulgari. Pentru 18,58% din locuitori nu este cunoscută apartenența etnică.